# Antimo d'Iberia
Andria, noto come Antimo d'Iberia (in georgiano ანთიმოზ ივერიელი?, Antimoz Iverieli; in romeno Antim Ivireanul; in russo Анфим Иверский?, Anfim Iverskij; circa 1650 – Adrianopoli, 14 settembre 1716) è stato un teologo, filosofo, vescovo ortodosso, tipografo, scrittore e artista georgiano.
Tra le più grandi figure ecclesiastiche dalla Valacchia, gestì le stamperie del principe e fu metropolita di Bucarest dal 1708 fino alla sua morte.

## Biografia
Nato a metà XVII secolo nel Caucaso, da cui il suo cognome (la zona era conosciuta in antichità come Iberia Caucasica), si spostò in circostanze sconosciute in Valacchia, dove fu dapprima superiore del convento di Snagov e poi vescovo di Râmnic, in Piccola Valacchia.
Fu infine, dal 1708 al 1716, metropolita del paese.
La sua opera di tipografo, formatosi probabilmente in Russia, è considerata tra le più importanti dell'Europa orientale dell'epoca.

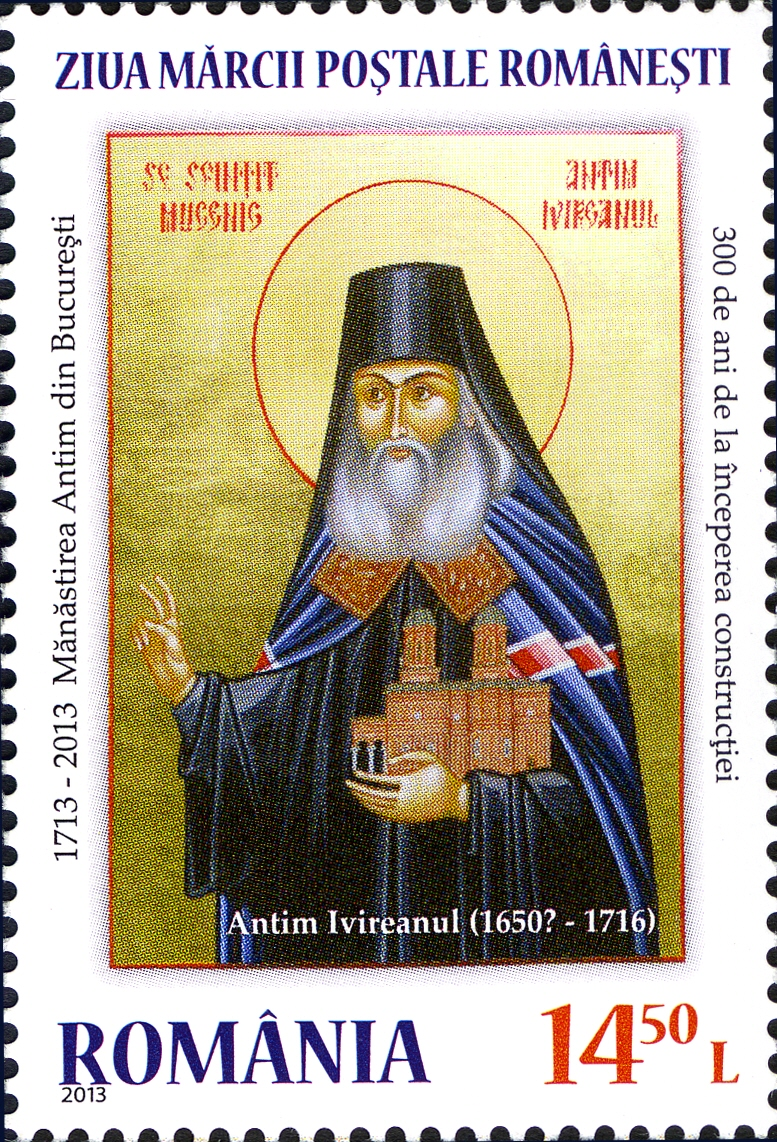
Francobollo romeno del 2013

Dal 1691 stampò libri classici romeni e greci con pregevoli decorazioni dei frontespizi.
Tra questi, il Vangelo greco-romeno del 1693, il Vangelo romeno del 1697 e un'edizione delle Perle (Mărgăritare) di Giovanni Crisostomo.
Fu anche scrittore: risulta essere l'autore di due volumi di Insegnamenti (Didahii) in cui si analizzavano i difetti e i vizi della società romena della fine del XVII secolo.
Tali testi sono considerati una preziosa testimonianza della vita a corte dei boiardi raccolti attorno al principe Constantin Brâncoveanu.
È anche l'artefice dell'edificazione del monastero Antim a Bucarest tra il 1713 e il 1715.
A seguito della sconfitta dello zar Pietro il Grande sul fiume Prut nel 1711 che terminò la guerra russo-turca, Antimo avrebbe voluto che la Valacchia intervenisse ad aiutare le armate zariste.
Quando nel 1716 scoppiò la guerra austro-turca, il principe fanariota Nicola Maurocordato depose Antimo e lo fece arrestare dalle guardie turche per essere condotto dal sultano Ahmed III.
Lungo la strada, Antimo morì annegato in circostanze misteriose nelle acque del fiume Tundža.

## Canonizzazione
Antimo fu canonizzato nel 1992 dalla chiesa ortodossa rumena, che ne fissò il giorno di culto al 27 settembre.
In occasione del 300º anniversario della sua morte, la chiesa ortodossa rumena proclamò il 2016 come anno di omaggio ad Antimo.
La chiesa ortodossa georgiana, altresì, ne celebra il culto il 13 giugno.

## Nella cultura di massa
Antimo è considerato uno dei simboli dell'amicizia tra Georgia e Romania.
Dal 2002 esiste un trofeo sportivo, la Coppa Antim, in palio tra le nazionali di rugby di Romania e Georgia e istituito da quest'ultima federazione, tendente a celebrare i legami religiosi nella fede ortodossa tra i due Paesi dei quali Antimo fu fautore; il premio si disputa annualmente durante l'incontro delle due nazionali nel campionato europeo di rugby.